# St. Martin (Roben)

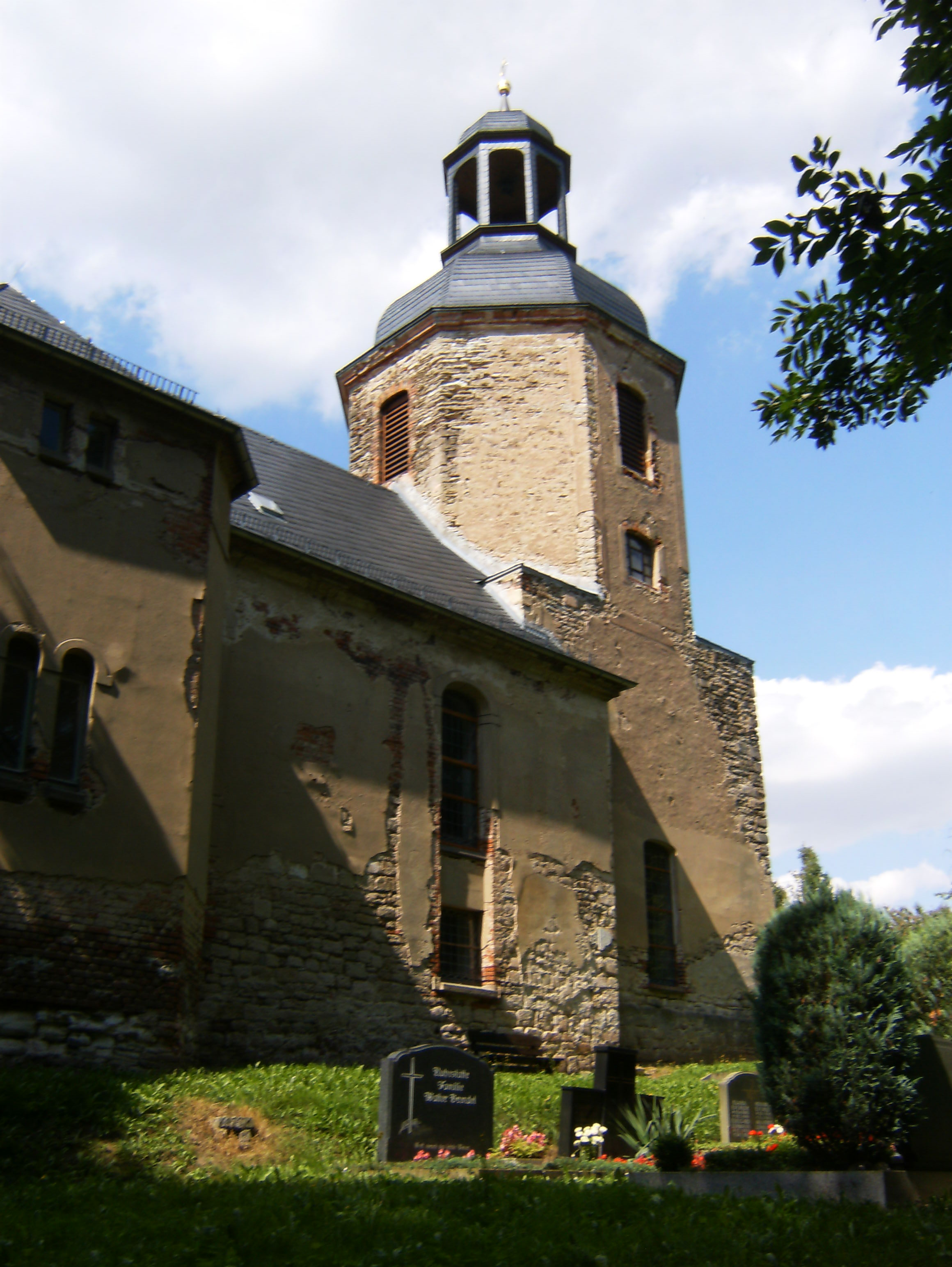
Die Kirche

Die evangelische Dorfkirche St. Martin steht im Ortsteil Roben der kreisfreien Stadt Gera in Thüringen. Sie gehört zur Kirchengemeinde Bad Köstritz und Roben im Kirchenkreis Gera der Evangelischen Kirche in Mitteldeutschland.

## Geschichte
Die einschiffige teilweise noch mittelalterliche Kirche mit eingezogenem Chorturm wurde erstmals 1729 bis 1731 beim Bau des achteckigen Turmabschlusses mit geschwungener Haube und Laterne genannt.
1899 bis 1900 erfolgte der Umbau zur heutigen Gestalt. Treppenaufbauten an der Nord- und Südseite sowie der Anbau einer Patronatsloge am Chor sind die markantesten Ergänzungen. Die letzte Verschönerung erfolgte 1949 bis 1950. Wegen der starken Baufälligkeit der Kirche sind umfangreiche Renovierungsmaßnahmen im Gange.